# Пробный запуск (тестирование)
Пробный прогон (англ. dry run) — это процесс тестирования программного обеспечения, при котором последствия возможного сбоя намеренно смягчаются. Например, существует утилита rsync для передачи данных через некий (обычно Ethernet) интерфейс, но пользователь может запустить rsync с опцией пробного запуска dry-run, чтобы проверить синтаксис и протестировать связь без фактической передачи данных.